# روبرت إلنشتاين
روبرت إلنشتاين (بالإنجليزية: Robert Ellenstein)‏ مواليد 18 يونيو 1923 في نيوآرك، الولايات المتحدة - الوفاة 28 أكتوبر 2010 في لوس أنجلوس، هو ممثل ومخرج أمريكي بدأ مسيرته الفنية سنة 1954. فاز بوسام القلب الأرجواني. امتدت مسيرته الفنية لأكثر من 44 عاما. من أعماله شمالا إلى الشمال الغربي.

## روابط خارجية
- روبرت إلنشتاين على موقع IMDb (الإنجليزية)
- روبرت إلنشتاين على موقع أول موفي (الإنجليزية)
- روبرت إلنشتاين على موقع قاعدة بيانات الأفلام السويدية (السويدية)
- روبرت إلنشتاين على موقع قاعدة بيانات الفيلم (الإنجليزية)